# فرانك هايغ
فرانك هايغ (بالإنجليزية: Frank Haig)‏ هو فيزيائي أمريكي، ولد في 11 سبتمبر 1928 في فيلادلفيا في الولايات المتحدة.